# 成戸真知子
成戸 真知子（なると まちこ）は、フジテレビジョン編成制作局編成部所属。

## 担当番組
- ウチくる!?（編成）
- ゲゲゲの鬼太郎（プロデューサー）
- タモリのジャポニカロゴス（編成）
- タモリのヒストリーX（編成）
- ネプリーグ（編成）